# Don Latimer
Donald Bertsom Latimer (Fort Pierce, 1º marzo 1955) è un ex giocatore di football americano statunitense che ha militato nel ruolo di nose tackle nella National Football League (NFL).

## Carriera
Al college Latimer giocò a football a Miami. Fu scelto dai Denver Broncos come ventisettesimo assoluto nel Draft NFL 1978. Vi giocò fino alla stagione 1983 dopo di che firmò con i Jacksonville Bulls della United States Football League. Dopo la prima stagione nella NFL fu inserito nella formazione ideale dei rookie dalla Pro Football Writers of America.

## Palmarès
- PFWA All-Rookie Team - 1978